# Striatoppia luisae
Striatoppia luisae är en kvalsterart som beskrevs av Sandór Mahunka 1994. Striatoppia luisae ingår i släktet Striatoppia och familjen Oppiidae. Inga underarter finns listade i Catalogue of Life.